# La vida sexual de las universitarias
La vida sexual de las universitarias (título original en inglés: The Sex Lives of College Girls) es una serie estadounidense de 2021 creada por Mindy Kaling y Justin Noble que cuenta la historia de cuatro chicas universitarias y sus vivencias en la Universidad de Essex en Vermont. Producida por HBO, consta de dos temporadas de diez episodios cada una. En 2022 se renovó para una tercera temporada, la cual se estrenó en 2024. En marzo de 2025, la serie fue cancelada tras tres temporadas.

## Sinopsis
La serie sigue a cuatro chicas de 18 años: Kimberly, Leighton, Whitney y Bela, compañeras de cuarto y recién llegadas a su primer año en la Universidad de Essex en Vermont (universidad ficticia), donde intentarán cumplir todos sus sueños sexuales entre fiestas, donde tienen relaciones desenfrenadas sin control con tanto joven se encuentren.

## Elenco

### Protagonistas
- Pauline Chalamet como Kimberly Finkle
- Amrit Kaur como Bela Malhotra
- Reneé Rapp como Leighton Murray (temporada 1-2; temporada 3: recurrente)[n 1]
- Alyah Chanelle Scott como Whitney Chase
- Gavin Leatherwood como Nico Murray (temporada 1)[n 2]
- Christopher Meyer como Canaan[n 3]
- Ilia Isorelýs Paulino como Lila Flores[n 4]
- Renika Williams como Willow[n 5]
- Lauren Spencer como Jocelyn[n 6]
- Midori Francis como Alicia (temporada 1 y 3; invitada en la temporada 2)[n 7]
- Mekki Leeper como Eric (temporada 2; recurrente, temporada 1)[n 8]
- Mitchell Slaggert como Jackson (temporada 2)[n 9]
- Mia Rodgers como Taylor (temporada 3)
- Gracie Lawrence como Kacey (temporada 3)

Notas
1. ↑  Reneé Rapp solo es acreditada como personaje principal de la tercera temporada en los episodios donde aparece.
2. ↑  Gavin Leatherwood no aparece en el cuarto episodio de la primera temporada ni es acreditado.
3. ↑  Christopher Meyer no aparece ni es acreditado en el segundo, tercer y sexto episodio de la primera temporada, al igual que en el tercer y quinto episodio de la segunda temporada.
4. ↑  Ilia Isorelýs Paulino no aparece ni es acreditada en el segundo, sexto y noveno episodio de la primera temporada, al igual que en el tercer y quinto episodio de la segunda temporada.
5. ↑  Renika Williams no aparece ni es acreditada en el sexto y séptimo episodio de la primera temporada, al igual que en el tercer y cuarto episodio de la segunda temporada.
6. ↑  Lauren Spencer no aparece ni es acreditada en el cuarto, séptimo y octavo episodio de la primera temporada, al igual que en el segundo, quinto, sexto y noveno episodio de la segunda temporada.
7. ↑  Midori Francis es acreditada como personaje principal de la primera temporada del tercer al décimo episodio, al igual que de la tercera temporada en los episodios donde aparece.
8. ↑  Mekki Leeper es acreditado como personaje principal de la segunda temporada del primer al séptimo episodio.
9. ↑  Mitchell Slaggert es acreditado como personaje principal de la segunda temporada del primer al noveno episodio.

### Personajes recurrentes
- Rob Huebel como Henry Murray
- Gillian Vigman como Mimi Murray
- Nicole Sullivan como Carol Finkle
- James Morosini como el entrenador Dalton (temporada 1)
- Kavi Ramachandran Ladnier como Reena Malhotra (temporada 1)
- Mueen Jahan como Nevaan Malhotra
- Stephen Guarino como Roger
- Jillian Armenante como la entrenadora Woods (temporada 1)
- Conor Donnally como Ryan (temporada 1)
- Sierra Katow como Evangeline Hashima
- Maya Rose como Jena
- Sherri Shepherd como la senadora Evette Chase
- Betti como Travis
- Cheyenne Pérez como Jo
- Scott Lipman como Frude
- Isabella Roland como Carla
- Amanda Ripley como Ginger
- Vico Ortiz como Tova
- Gedde Watanabe como el professor Harpin
- Donielle Nash como Jayla
- Aketra Sevillian como Zoe (temporada 2)
- Charlie Hall como Andrew (temporada 2)
- Gracie Dzienny como Tatum (temporada 2)
- Nabeel Muscatwalla como Arvind (temporada 3)
- Rebecca Wisocky como la profesora Dorfmann (temporada 3)
- Michael Hsu Rosen como Brian (temporada 3)
- Devin Craig como Isaiah (temporada 3)
- Ruby Cruz (temporada 3)
- Michael Provost (temporada 3)
- Robby Attal (temporada 3)
- Shay Rudolph (temporada 3)

## Episodios
| Temporada | Temporada | Episodios | Episodios | Emisión original        | Emisión original        |
| Temporada | Temporada | Episodios | Episodios | Primera emisión         | Última emisión          |
| --------- | --------- | --------- | --------- | ----------------------- | ----------------------- |
|           | 1         | 10        | 10        | 18 de noviembre de 2021 | 9 de diciembre de 2021  |
|           | 2         | 10        | 10        | 17 de noviembre de 2022 | 15 de diciembre de 2022 |
|           | 3         | 10        | 10        | 21 de noviembre de 2024 | 23 de enero de 2025     |

### Temporada 1 (2021)
| N.º en serie | N.º en temp. | Título                     | Dirigido por       | Escrito por                     | Fecha de emisión original |
| ------------ | ------------ | -------------------------- | ------------------ | ------------------------------- | ------------------------- |
| 1            | 1            | «Welcome to Essex»         | David Gordon Green | Mindy Kaling Justin Noble       | 18 de noviembre de 2021   |
| 2            | 2            | «Naked Party»              | Zoe Cassavetes     | Ali Liebegott Caroline Goldfarb | 18 de noviembre de 2021   |
| 3            | 3            | «Le Tuteur»                | Zoe Cassavetes     | Rupinder Gill                   | 25 de noviembre de 2021   |
| 4            | 4            | «Kappa»                    | Kabir Akhtar       | Charlie Grandy Beth Appel       | 25 de noviembre de 2021   |
| 5            | 5            | «That Comment Tho»         | Rachel Raimist     | Matt Warburton Sheridan Watson  | 25 de noviembre de 2021   |
| 6            | 6            | «Parents Weekend»          | Meredith Dawson    | Mindy Kaling Justin Noble       | 2 de diciembre de 2021    |
| 7            | 7            | «I Think I'm a Sex Addict» | Lila Neugebauer    | Rupinder Gill Vanessa Baden     | 2 de diciembre de 2021    |
| 8            | 8            | «The Surprise Party»       | Maggie Carey       | Charlie Grandy Kristen Zublin   | 2 de diciembre de 2021    |
| 9            | 9            | «Cheating»                 | Kabir Akhtar       | Caroline Goldfarb Beth Appel    | 9 de diciembre de 2021    |
| 10           | 10           | «The Truth»                | Liza Johnson       | Justin Noble Rupinder Gill      | 9 de diciembre de 2021    |

### Temporada 2 (2022)
| N.º en serie | N.º en temp. | Título                                  | Dirigido por    | Escrito por                     | Fecha de emisión original |
| ------------ | ------------ | --------------------------------------- | --------------- | ------------------------------- | ------------------------- |
| 11           | 1            | «Winter Is Coming»                      | Daniella Eisman | Caroline Goldfarb               | 17 de noviembre de 2022   |
| 12           | 2            | «Frat Problems»                         | Daniella Eisman | Rupinder Gill                   | 17 de noviembre de 2022   |
| 13           | 3            | «The Short King»                        | Lila Neugebauer | Sarah Tapscott                  | 24 de noviembre de 2022   |
| 14           | 4            | «Will You Be My Girlfriend?»            | Lila Neugebauer | Rheeqrheeq Chainey              | 24 de noviembre de 2022   |
| 15           | 5            | «Taking Shots»                          | Thembi Banks    | Justin Noble Sheridan Watson    | 1 de diciembre de 2022    |
| 16           | 6            | «Doppelbanger»                          | David Stassen   | Mindy Kaling                    | 1 de diciembre de 2022    |
| 17           | 7            | «The Essex College Food Workers Strike» | Tazbah Chavez   | Beth Appel                      | 8 de diciembre de 2022    |
| 18           | 8            | «Pre-Frosh Weekend»                     | Tazbah Chavez   | Sarah Tapscott Modupe Thompson  | 8 de diciembre de 2022    |
| 19           | 9            | «Sex Basketball»                        | Rupinder Gill   | Rupinder Gill Caroline Goldfarb | 15 de diciembre de 2022   |
| 20           | 10           | «The Rooming Lottery»                   | Justin Noble    | Justin Noble Beth Appel         | 15 de diciembre de 2022   |

### Temporada 3 (2024)
| N.º en serie | N.º en temp. | Título                         | Dirigido por  | Escrito por                       | Fecha de emisión original |
| ------------ | ------------ | ------------------------------ | ------------- | --------------------------------- | ------------------------- |
| 21           | 1            | «Welcome Back to Essex»        | MJ Delaney    | Mindy Kaling Justin Noble         | 21 de noviembre de 2024   |
| 22           | 2            | «Lila for Lila»                | —             | Sarah Tapscott                    | 28 de noviembre de 2024   |
| 23           | 3            | «Four in His Room»             | —             | Rupinder Gill Vanessa Baden Kelly | 5 de diciembre de 2024    |
| 24           | 4            | «Franklin the Fox»             | —             | Caroline Goldfarb                 | 12 de diciembre de 2024   |
| 25           | 5            | «Parenting Weekend 2»          | —             | David Phillips                    | 19 de diciembre de 2024   |
| 26           | 6            | «Halloween and Almond Milk»    | Steven Canals | Beth Appel                        | 26 de diciembre de 2024   |
| 27           | 7            | «El Rodeo»                     | —             | Modupe Thompson                   | 2 de enero de 2025        |
| 28           | 8            | «La prueba de la buena pareja» | —             | Rupinder Gill Sarah Tapscott      | 9 de enero de 2025        |
| 29           | 9            | «Fotos»                        | —             | David Phillips Beth Appel         | 16 de enero de 2025       |
| 30           | 10           | «Essex Fuerte»                 | —             | Justin Noble Caroline Goldfarb    | 23 de enero de 2025       |

## Producción

### Desarrollo
La serie se anunció por primera vez en la presentación de HBO Max en octubre de 2019 bajo el título  College Girls.
En octubre de 2020 anunciaron que el primer episodio lo co-escribirían Kaling y Justin Noble, quién se uniría como productor ejecutivo.
El 7 de diciembre de 2021, HBO Max renovó la serie para una segunda temporada y el 14 de diciembre de 2022 para una tercera. El 18 de marzo de 2025, Max canceló la serie tras tres temporadas.

### Elenco
En octubre de 2020 se anunció el elenco principal compuesto por Pauline Chalamet, Amrit Kaur, Reneé Rapp y Alyah Chanelle Scott.
Dylan Sprouse se unió en diciembre de 2020 perl fue más tarde reemplazado por Gavin Leatherwood el 12 de marzo de 2021, junto a Midori Francis, Chris Meyer, Ilia Isorelýs Paulino, Lolo Spencer y Renika Williams.
El 19 de mayo de 2021 se unieron como elenco recurrente Sherri Shepherd, Maya Rose, Rob Huebel, Nicole Sullivan, Conor Donnally, Sierra Katow, Mekki Leeper y James Morosini.
El 16 de agosto de 2021, se unieron, también como recurrentes, Izzy Roland, Kavi Ladnier, Stephen Guarino, Matt Maloy, Donielle Nash y Najee Muhammad.
En junio de 2022 Mitchell Slaggert se unió para la segunda temporada.
El 15 de agosto de 2022, Charlie Hall se unió para la segunda temporada.

### Rodaje
La serie empezó a filmarse el 20 de noviembre de 2020 en Los Angeles. El 19 de junio de 2021, la actriz Sherri Shepherd  posteó une foto de su personaje, la senadora Evette, durante la grabación y reveló que la serie saldría a finales de 2021. La grabación para la segunda temporada empezó en abril de 2022 en el campus de la Universidad de Washington en Seattle.